# 2001-es Intertotó-kupa
A 2001-es Intertotó-kupa győztesei: az Aston Villa, a Paris Saint-Germain és a Troyes csapatai voltak, aminek eredményeként indulhattak az UEFA-kupa 2001–02-es selejtezőiben.

## Első forduló
| 1. csapat             | Össz.          | 2. csapat          | 1. mérk. | 2. mérk.   |
| --------------------- | -------------- | ------------------ | -------- | ---------- |
| Zagreb                | 2–3            | Pobeda             | 1–2      | 1–1        |
| Universitatea Craiova | 4–3            | Bylis              | 3–3      | 1–0        |
| Dyskobolia Grodzisk   | 1–4            | Szpartak Varna     | 1–0      | 0–4        |
| Hapóél Haifa          | 5–0            | TVMK               | 2–0      | 3–0        |
| Ekranas               | 2–2 (3–4 b.u.) | Artmedia Petržalka | 1–1      | 1–1 (h.u.) |
| Lombard FC Tatabánya  | 5–4            | Sirak              | 2–3      | 3–1        |
| Zagłębie Lubin        | 4–1            | Hibernians         | 4–0      | 0–1        |
| AGF Aarhus            | 2–7            | Publikum           | 1–0      | 1–7        |
| Dundee                | 2–5            | Sartid             | 0–0      | 2–5        |
| Sant Julià            | 1–9            | Lausanne-Sport     | 1–3      | 0–6        |
| Jazz                  | 2–2 (i.r.g.)   | Gloria Bistrița    | 1–0      | 1–2        |
| Anórthoszi Ammohósztu | 0–9            | Slaven Belupo      | 0–2      | 0–7        |
| Čelik                 | 6–3            | Denizlispor        | 1–0      | 5–3        |
| WIT Georgia           | 2–2 (i.r.g.)   | Ried               | 1–0      | 1–2        |
| Carmarthen Town       | 0–3            | AIK                | 0–0      | 0–3        |
| B68 Toftír            | 2–4            | Lokeren            | 2–4      | 0–0        |
| Dinama Minszk         | 7–1            | Hobscheid          | 6–0      | 1–1        |
| Tiligul Tiraspol      | 4–1            | Cliftonville       | 1–0      | 3–1 (h.u.) |
| Grindavík             | 3–1            | Vilash Masallı     | 1–0      | 2–1        |
| Cork City             | 1–3            | Liepājas Metalurgs | 0–1      | 1–2        |

## Második forduló
| 1. csapat           | Össz. | 2. csapat             | 1. mérk. | 2. mérk. |
| ------------------- | ----- | --------------------- | -------- | -------- |
| Čelik               | 1–2   | Gent                  | 1–0      | 0–2      |
| Odense              | 2–4   | AIK                   | 2–2      | 0–2      |
| Paris Saint-Germain | 7–1   | Jazz                  | 3–0      | 4–1      |
| Basel               | 5–0   | Grindavík             | 3–0      | 2–0      |
| Troyes              | 7–1   | WIT Georgia           | 6–0      | 1–1      |
| Sturm Graz          | 3–4   | Lausanne-Sport        | 0–1      | 3–3      |
| Liepājas Metalurgs  | 4–8   | Heerenveen            | 3–2      | 1–6      |
| Slaven Belupo       | 2–0   | Bastia                | 1–0      | 1–0      |
| Pobeda              | 4–1   | Rizespor              | 2–1      | 2–0      |
| 1860 Munich         | 6–3   | Sartid                | 3–1      | 3–2      |
| Synot               | 5–4   | Universitatea Craiova | 3–2      | 2–2      |
| Szpartak Varna      | 2–5   | Tavrija Szimferopol   | 0–3      | 2–2      |
| Tiligul Tiraspol    | 1–5   | Lombard FC Tatabánya  | 1–1      | 0–4      |
| Publikum            | 6–1   | Artmedia Petržalka    | 5–0      | 1–1      |
| Dinama Minszk       | 3–0   | Hapóél Haifa          | 2–0      | 1–0      |
| Zagłębie Lubin      | 3–4   | Lokeren               | 2–2      | 1–2      |

## Harmadik forduló
| 1. csapat           | Össz.        | 2. csapat            | 1. mérk. | 2. mérk. |
| ------------------- | ------------ | -------------------- | -------- | -------- |
| Lokeren             | 0–5          | Newcastle United     | 0–4      | 0–1      |
| Chmel Blšany        | 1–0          | Pobeda               | 0–0      | 1–0      |
| Rennes              | 7–4          | Synot                | 5–0      | 2–4      |
| Slaven Belupo       | 2–3          | Aston Villa          | 2–1      | 0–2      |
| RKC Waalwijk        | 2–5          | 1860 Munich          | 1–2      | 1–3      |
| Wolfsburg           | 4–3          | Dinama Minszk        | 4–3      | 0–0      |
| Werder Bremen       | 3–3 (i.r.g.) | Gent                 | 2–3      | 1–0      |
| Brescia             | 3–2          | Lombard FC Tatabánya | 2–1      | 1–1      |
| Troyes              | 4–2          | AIK                  | 2–1      | 2–1      |
| Tavrija Szimferopol | 0–5          | Paris Saint-Germain  | 0–1      | 0–4      |
| Basel               | 5–3          | Heerenveen           | 2–1      | 3–2      |
| Publikum            | 1–1 (i.r.g.) | Lausanne-Sport       | 1–1      | 0–0      |

## Elődöntők
| 1. csapat    | Össz.        | 2. csapat           | 1. mérk. | 2. mérk. |
| ------------ | ------------ | ------------------- | -------- | -------- |
| Rennes       | 2–2 (i.r.g.) | Aston Villa         | 2–1      | 0–1      |
| Gent         | 1–7          | Paris Saint-Germain | 0–0      | 1–7      |
| Chmel Blšany | 3–4          | Brescia             | 1–2      | 2–2      |
| Basel        | 5–2          | Lausanne-Sport      | 3–0      | 2–2      |
| 1860 Munich  | 3–6          | Newcastle United    | 2–3      | 1–3      |
| Troyes       | 3–2          | Wolfsburg           | 1–0      | 2–2      |

## Döntők
| 1. csapat           | Össz.        | 2. csapat        | 1. mérk. | 2. mérk. |
| ------------------- | ------------ | ---------------- | -------- | -------- |
| Basel               | 2–5          | Aston Villa      | 1–1      | 1–4      |
| Paris Saint-Germain | 1–1 (i.r.g.) | Brescia          | 0–0      | 1–1      |
| Troyes              | 4–4 (i.r.g.) | Newcastle United | 0–0      | 4–4      |

- h.u. – hosszabbítás után
- b.u. – büntetők után
- i.r.g. – idegenben rúgott góllal

## Lásd még
- 2001–2002-es UEFA-bajnokok ligája
- 2001–2002-es UEFA-kupa